# Aleksei Saltykov
Aleksey Aleksandrovich Saltykov (13 de maio de 1934 - 8 de abril de 1993) foi um diretor de cinema e roteirista russo.